# العر (الحيمة الداخلية)

تعديل مصدري - تعديل

العر هي إحدى قرى عزلة الحدب بمديرية الحيمة الداخلية التابعة لمحافظة صنعاء، بلغ تعداد سكانها 1317 نسمة حسب تعداد اليمن لعام 2004.